# Anomala oglobini
Anomala oglobini är en skalbaggsart som beskrevs av Medvedev 1949. Anomala oglobini ingår i släktet Anomala och familjen Rutelidae. Inga underarter finns listade i Catalogue of Life.